# Joe Sakic
Joseph Steven Šakić (Vancouver, Brits-Columbia, Canada, 7 juli 1969) is een voormalig professioneel Canadees ijshockeyspeler.
Hij behaalde zijn grootste successen met de Colorado Avalanche in de NHL en het Canadese team. In beide ploegen was hij aanvoerder. Sakic stond bekend om zijn snelle polsschot. Zijn bijnaam is 'Burnaby Joe', wat slaat op het Canadese stadje Burnaby, waar hij opgroeide.
Op 9 juli 2009 kondigde de toen 40-jarige Sakic het einde van zijn professionele spelerscarrière aan. Uit eerbetoon zal zijn nummer 19 nooit door een andere speler van de Avalanche worden gedragen.

## Biografie
Als zoon van twee Kroatische immigranten wordt Joe Sakic geboren in Vancouver, maar als snel verhuist hij naar Burnaby, Brits-Columbia. Daar leert hij al snel ijshockey van de ijshockeygekke Canadezen. Als vanzelfsprekend is zijn grote voorbeeld Wayne Gretzky.

### Nordiques / Avalanche
In 1987 wordt Sakic in de eerste ronde gedraft door de Québec Nordiques als vijftiende speler overall. In 1988 maakte hij zijn debuut in de NHL en twee dagen later scoorde hij voor de eerste keer, tegen de New Jersey Devils. Door zijn kwaliteiten werd hij in 1992 gekozen als de aanvoerder van de Nordiques, waarna ze meteen de play-offs haalden in 1995. Het jaar later verhuisde de Nordiques naar Denver (Colorado) en werd het team omgedoopt tot de Colorado Avalanche.
In Colorado kwamen zijn kwaliteiten echt tot bloei, wat resulteerde in de Stanley Cup overwinningen in 1996 en 2001. Vanaf zijn draft in 1987 is hij niet meer van club veranderd (hoewel hij wel verhuisd is naar Colorado, maar dat blijft dezelfde club). Dit is zeer bijzonder in de NHL, waar niet veel spelers zo lang bij één club blijven.
Colorado moest in 2006 door het nieuwe salarisplafond verschillende topspelers laten gaan.
Heel even leek het of ook Sakic moest verdwijnen, maar hij bleef en tekende voor één jaar bij voor iets minder dan zes miljoen dollar.

### Nationaal team
Op de Olympische Spelen van 2002 in Salt Lake City scoorde Sakic twee keer en had twee assists in de finale tegen de Verenigde Staten. Mede hierdoor won Canada de gouden medaille en werd Sakic uitgeroepen tot Most Valuable Player. 
Op de Olympische Winterspelen 2006 in Turijn fungeerde Sakic als aanvoerder, maar ditmaal kon hij de prestaties van vier jaar daar voor niet herhalen. Sakic brak zijn jukbeen, waardoor hij de rest van het toernooi met een speciaal masker moest spelen. Maar dat was niet het probleem, volgens critici was het Canadese team simpelweg te oud. De kampioen van de vorige editie werd uiteindelijk zevende.

## Carrière
- Québec Nordiques (NHL seizoen 1987/1988 - NHL seizoen 1994/1995)
- Colorado Avalanche (NHL seizoen 1995/1996 - NHL seizoen 2008/2009)

## Prijzen
- 1996 - Stanley Cup met Colorado
- 1996 - Conn Smythe Trophy
- 2001 - Stanley Cup met Colorado
- 2001 - Hart Memorial Trophy
- 2001 - Lady Byng Memorial Trophy
- 2001 - Lester B. Pearson Award
- 2001 - NHL plus/minus Award voor hoogste plus/minus
- 2002 - Winnaar Gouden medaille op de Olympische Winterspelen 2002 in Salt Lake City
- 2002 - Most Valuable Player op de Olympische Winterspelen 2002 in Salt Lake City